# Mercado mexicano

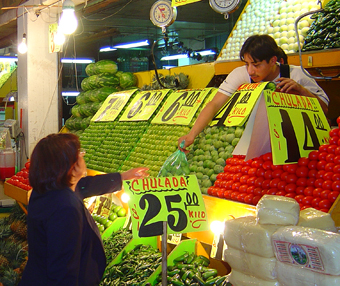
Central de Abasto de la Ciudad de México.

Los mercados en México aparecieron desde tiempos anteriores a la llegada de los europeos, siendo los tianguis su antecesor más remoto. Con la llegada de la colonia y con la estandarización como la consolidación modernista del concepto de mercado en México desde la independencia, pasaron a tomar más un concepto occidental, a diferencia del tianguis el cual era completamente retirado al mismo día.

## Historia

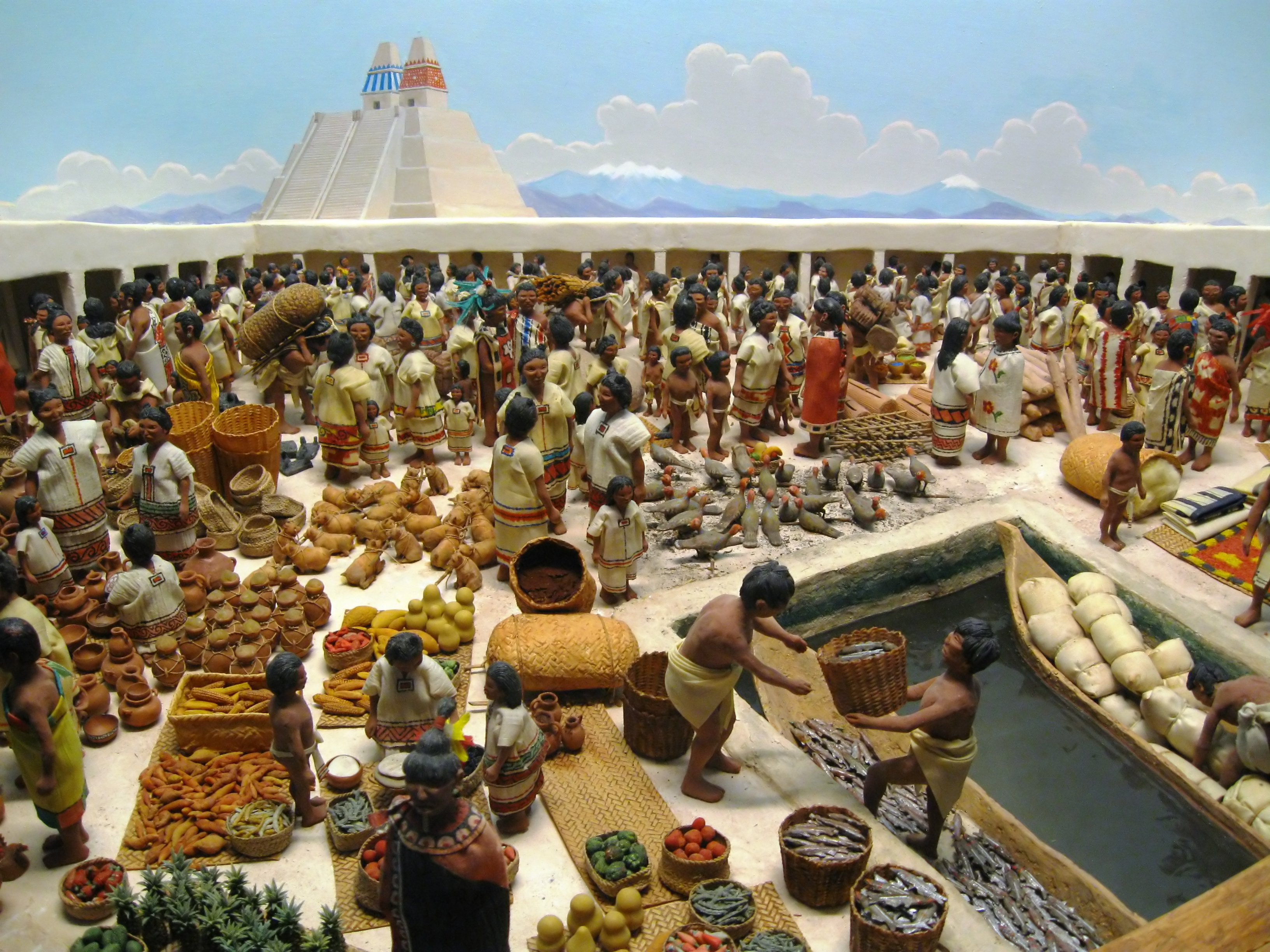
Diorama del tianguis de México-Tlatelolco. Museo Field de Historia Natural, Chicago, Estados Unidos.

### Tianguis
El antecesor más remoto de los mercados públicos en México son los tianguis, los cuales se quedaban durante períodos determinados, los vendedores de poblaciones cercanas solían reunirse en plazas públicas. Solían aparecer solamente en las ciudades más importantes. Tenían diversas tendencias de psicología de masas, entre ellas, encontrarse alineados a lo largo y ancho de las plazas u organizarse de acuerdo a la especialidad. Eran demasiado concurridos, entre marchantes y vendedores se juntaban alrededor de 50 000 personas. Los altépetls asignaban jueces que vigilaban lo que se comerciaba como cuanta justicia había en los intercambios vía dinero mercancía.

### Época colonial

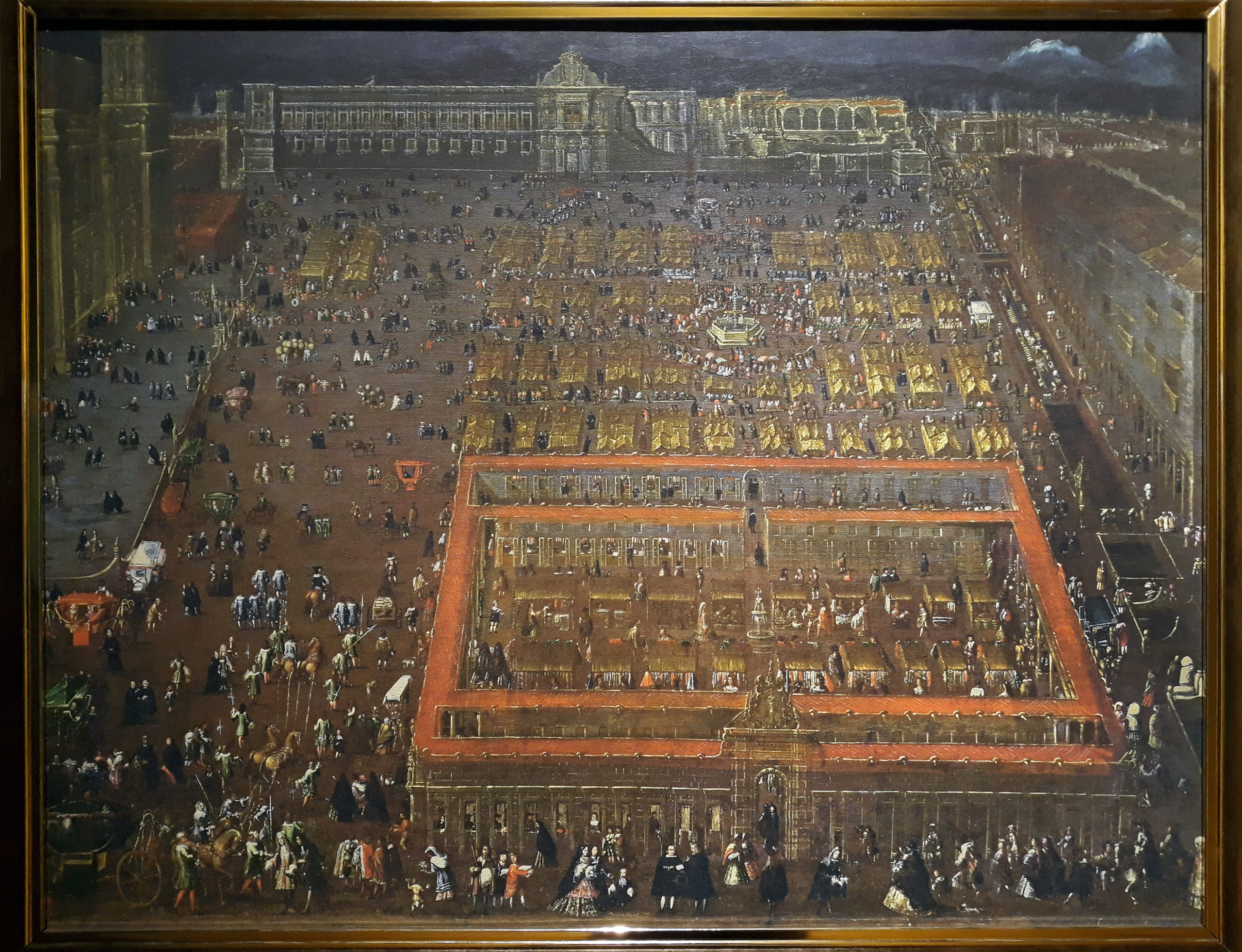
Vista del intento de formalización del concepto de tianguis en el Zócalo de la Ciudad de México. Vista de la Plaza de Armas de la Ciudad de México, Cristóbal de Villalpando, 1695.

Una vez consumada la Conquista y la colonización del territorio mexicano actual, hubo intentos permanentes y sistemáticos por formalizar acorde a la tradición europea de mercado al tianguis. Si bien, la fórmula si funcionaba sin problema alguno, las poblaciones de origen indígena seguían repitiendo el mismo proceso de vender sus productos con poca regularización y de comerciar siempre productos principalmente alimenticios. Durante toda la colonia española todo fue un estira y afloja con el intento de formalizar acorde a los estándares europeos del Mercado al tianguis.

### Período independiente a la actualidad

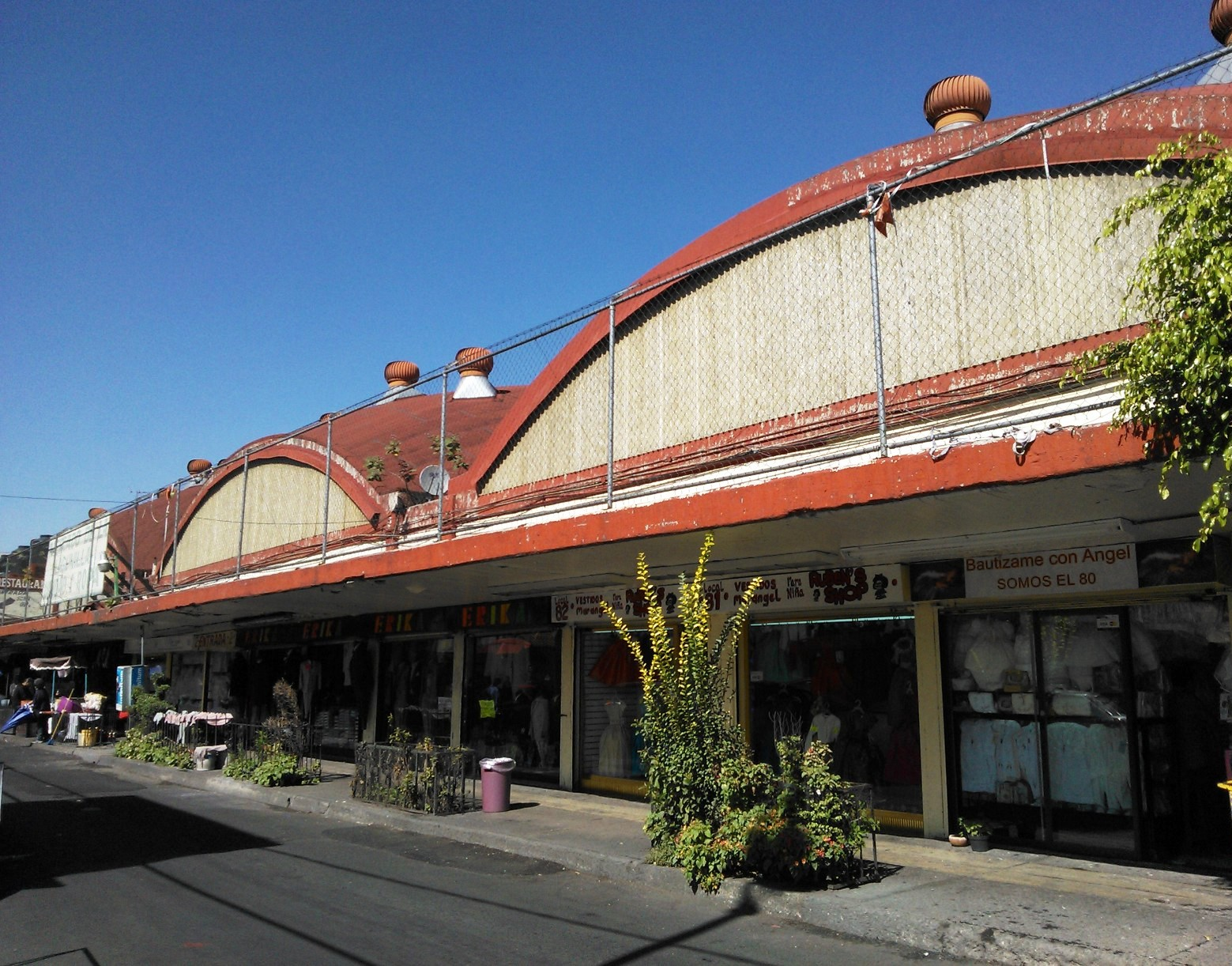
Área con ropa y telas, Mercado de la Lagunilla, Ciudad de México.

Una vez consumada su independencia, en México hubo muchos cambios respecto a la prioridad que tenían los indígenas en cuanto a intervenir en todos los aspectos en el país. Los tianguis dejaron de ser forzados a estandarizarse acorde a tendencias occidentales como en la era moderna se comenzaron a levantar en masa los mercados municipales en todo rincón del territorio nacional. El primer mercado público levantado por el gobierno fue el mercado llamado "El Volador" en 1844, aunque en 1870 fue consumido por un incendio de forma irrecuperable. El segundo mercado de gobierno en México fue el "Iturbide", el cual fue establecido para regularizar y techar al antiguo Mercado de San Juan, que era tradicional. El Mercado de la Merced fue el tercero con estándares modernistas.
En la actualidad se relacionan también con el concepto de amas de casa y empleadas domésticas, dado que es un centro de abasto de la despensa diaria. Una característica de los mercados mexicanos es su religiosidad, y es que más bien tiene que ver con el proceso de sustitución de las deidades mexicas desde tiempos de la Conquista dado que había deidades del comercio. Principalmente se encuentran capillas de la Virgen de Guadalupe o relacionadas con Jesucristo. El concepto de tianguis se ha visto tan poco alterado en México que personas no necesariamente de pueblos indígenas pero si de zonas aledañas aprovechan la carencia de connotación negativa al comercio informal en el país y parcialmente abarrota las calles aledañas a los edificios de los mercados municipales. Muy pocas veces personas de origen indígena hace lo mismo ya que suelen ir a lugares abiertos.